# Wicca Phase Springs Eternal
Adam McIlwee (ur. 11 marca 1989 w Scranton), znany pod pseudonimem Wicca Phase Springs Eternal – amerykański muzyk pochodzący z Pensylwanii. Rozpoczynał karierę jako członek rockowego zespołu Tigers Jaw z którym osiągnął komercyjny sukces (ich krążek Charmer uplasował się na 49 miejscu na liście sprzedaży Billboard 200). Wkrótce po tym rozpoczął karierę solową, o brzmieniu opartym na hip hopie, emo i witch house. Był członkiem kolektywów takich jak GothBoiClique, Thraxxhouse i Misery Club. Grał także w indierockowym zespole Pay for Pain. Często współpracował i koncertował z znanym zmarłym w 2017 r. raperem Lil Peepem. Wicca gościnnie pojawił się na albumie crybaby Peepa w 2016 r. który osiągnął 102 miejsce na liście Billboard 200. Największy solowy sukces Wicca osiągnął z swoim albumem Suffer On który zajął 21 miejsce na liście Independent Albums oraz 7 na Heatseekers Albums. Wicca grał 2 razy koncerty w Polsce.

## Wczesne życie
McIlwee dorastał w Scranton w Pensylwanii. Jego dziadkowie ze strony matki byli właścicielami domu pogrzebowego. Śmierć jego dziadka skłoniła ojca McIlwee'a do rozpoczęcia  pracy w rodzinnym domu pogrzebowym. Kiedy McIlwee miał dziesięć lat, u jego ojca wystąpił problem nadużywania substancji psychoaktywnych, co doprowadziło do częstego umieszczania go w ośrodkach odwykowych; sytuacja utrzymywała się aż do ukończenia przez Adama osiemnastu lat. Kiedy McIlwee miał dwanaście lat, jedna z jego ciotek popełniła samobójstwo. Od trzynastego roku życia był częstym użytkownikiem Internetu, często spędzając czas na forach poświęconych anime i wrestlingowi tym sposobem odreagowywał różne traumy z dzieciństwa.

## Kariera

### Tigers Jaw (2005–2013)
Tigers Jaw zostało założone w 2005 roku przez Bena Walsha i Adama McIlwee; oboje uczęszczali do tego samego liceum. Brianna Collins dołączyła do zespołu po kilku miesiącach. Członkowie zespołu wymieniali Fall Out Boy i My Chemical Romance jako swoje inspiracje muzyczne. Zespół wydał swój debiutancki album Belongs to the Dead 3 października 2006 roku, po którym 10 września 2008 roku ukazał się kolejny projekt. Portal AbsolutePunk ogólnie pozytywnie ocenił album zatytułowany Tigers Jaw (tak samo jak zespół), zauważając, że „Tigers Jaw jest napędzany emocjonalnymi tekstami ożywionymi przez wokalistę Adama McIlwee, którego głos jest jednym z tych, które ujawniają pasję, a jednocześnie sprawiają wrażenie, że ledwo się stara. Otwierający utwór „The Sun” to jeden z lepszych utworów na albumie, oferujący dobrze zorganizowaną mieszankę dwóch osobowości Tigers Jaw.” Punknews.org w swojej recenzji albumu stwierdziło, że utwory „Plane vs. Tank vs. Submarine” i „Chemicals” były szczególnie godne uwagi ze względu na „solidną grę gitarową w formie płaczących i wywołujących gęsią skórkę solówek. Mocne harmonie wokalne i skoczna praca gitary wznoszą zarówno „I Saw Water”, jak i „Heat” na wyżyny, które innym zespołom trudno byłoby osiągnąć.” Ich trzeci album Two Worlds został wydany 23 listopada 2010 roku. W listopadzie 2012 r. grupa wspierała Title Fight podczas ich głównej trasy koncertowej po Stanach Zjednoczonych. W 2013 r. McIlwee odszedł z grupy, aby kontynuować karierę solową. Wraz z dwoma innymi odchodzącymi członkami pomógł jednak ukończyć czwarty album grupy Charmer przed odejściem. Krążek był jednym z najlepiej sprzedających się komercyjnie w historii zespołu.

### GothBoiClique (2012 – obecnie)
GothBoiClique powstało w 2012 roku założone przez McIlwee'a próbującego stworzyć grupę za pośrednictwem Tumblra z zamiarem stworzenia kolektywu muzyków, którzy mogliby wspólnie współpracować i produkować tylko dla siebie oraz tworzyć zróżnicowaną muzykę między emo, trap, dark wave, black metal i indie rock. Założycielski skład składał się z artystów: Wicca Phase, Cold Hart i Horse Head. Członkowie grupy jednak kontynuowali działalność głównie w Internecie w większości niezależnie przez następne dwa lata, pomimo ciągłego zdobywania nowych członków. W 2014 roku członkowie kolektywu spotkali się, a wkrótce po tym, jak GBC stało się podgrupą nowo założonego kolektywu hiphopowego Thraxxhouse, raper Lil Tracy (wówczas znany jako Yung Bruh) dołączył do Thraxxhouse i szybko został fanem GBC. W wywiadzie dla Pitchfork w 2018 roku raper stwierdził, że posiada koszulkę GBC, którą nosi „dosłownie codziennie” i że „patrzył na Wicca Phase jak na swojego idola”. Wkrótce Tracy poprosił Horse Head, aby ten zapytał Wicce, czy mógłby dołączyć, a ten pozwolił na to, mówiąc: „No cóż, nosi tę koszulę wystarczająco długo”.
W 2015 roku Thraxxhouse rozpadło się, jednak GBC nadal działało. Grupa wydała swój debiutancki mixtape „Yeah it's True” 25 czerwca 2016 roku. 25 września 2016 roku ogłoszono, że przebijający się na rynku raper Lil Peep oficjalnie dołączył do grupy wkrótce po wydaniu swojego albumu Hellboy. 15 listopada 2017 r. Lil Peep został znaleziony martwy w autobusie, kiedy jego menadżer poszedł sprawdzić, co się z nim dzieje po tym jak raper nie dawał znaków życia, wszystko wydarzyło się podczas przygotowań do  jego wieczornego występu w klubie w Tucson w Arizonie. W 2018 roku artyści związani z Wiccą i GBC; Lil Zubin, Jon Simmons, Nedarb, Fantasy Camp i Foxwedding, utworzyli Misery Club, podgrupę GBC. W czerwcu 2019 GBC wyruszyło w trasę po Europie. 28 czerwca 2019 roku kolektyw wydał singel Tiramisu przed wyjazdem w trasę koncertową po Ameryce Północnej.

### Kariera solowa (2013 – obecnie)
Będąc jeszcze członkiem Tigers Jaw, McIlwee pisał muzykę elektroniczną, którą ostatecznie zaczął wydawać jako Wicca Phase Springs Eternal. Po odejściu z zespołu zaczął ogłaszać swoje zamiary dotyczące swojego nowego projektu za pośrednictwem Tumblra i Twittera. Jego pierwszym solowym wydawnictwem była piosenka „Bite My Ear” z klawiszowcem Tigers Jaw, Brianną Collins. 30 września 2014 wydał EP Passionate Yet. 22 maja 2015 wydał album Abercrombie & Me. 26 lutego 2016 roku wydał album Secret Boy. W 2016 roku pojawił się jako gościnny artysta na projekcie Lil Peepa „Crybaby”. 28 lutego 2017 roku Wicca wydał akustyczną EP-kę Stop Torturing Me. 16 marca 2018 roku wydał EP Corinthiax. 22 i 23 czerwca występował jako support dla Code Orange podczas ich trasy koncertowej The New Reality. 23 listopada 2018 wydał EP Spider Web. 12 lutego 2019 roku wydał swój drugi album Suffer On nakładem Run for Cover Records. 21 października wydał singel „Hardcore”, wyprodukowany przez Darcy’ego Baylisa. Piosenka stanowiła odejście od brzmienia, które zdefiniowało Suffer On, a portal Fader stwierdził: „to mocniejszy krój niż wszystko, co McIlwee wydał jako Wicca Phase”. W dniach 2–11 listopada odbył tournée po Europie wraz z Lil Zubinem. Od 6 do 12 grudnia odbył tournée po Stanach Zjednoczonych wraz z Glitterer, Anxious i Creeks. 31 lipca 2020 roku wydał EPkę This Moment I Miss składającą się z pięciu utworów, na której znalazł się wydany wcześniej utwór „Hardcore”. 10 lutego 2021 roku wydał rozserzoną wersję Suffer On, która zawierała akustyczne wykonanie każdej piosenki z albumu. 4 listopada 2022 roku wydał swój nowy album Full Moon Mystery Garden. Został wyprodukowany przez Garden Avenue. 2 czerwca 2023 r. ukazał się kolejny album artysty zatytułowany Wicca Phase Springs Eternal.

### Thraxxhouse (2014–2015)
Thraxxhouse było kolektywem hiphopowym założonym w 2014 roku jako odgałęzienie kolektywu Raider Klan z Florydy. Założyli go raperzy Mackned i Key Nyata, którzy wzięli nazwę dla swojego projektu od mixtape'u rapera Lil B z 2009 roku; I'm Thraxx i gatunku muzycznego Witch House. Wkrótce  członkowie grupy zamieszkali razem w domu w Boyle Heights w Los Angeles. 2 września 2015 roku wystąpili w klubie muzycznym Crocodile w Seattle. Opróćz Wicci i wyżej wymienionych raperów członkami kolektywu byli: Horse Head, Lil Tracy, Cold Hart, Nedarb, AJ Suede, Fish Narc i SneakGuapo. W połowie 2015 r. grupę opuścił założyciel Key Nyata, a pod koniec roku grupa została rozwiązana z powodu rosnących problemów w zarządzaniu dużą liczbą członków grupy.

### Inne projekty
W 2017 roku McIlwee i Jon Simmons założyli zespół Coward. W tym samym roku wydali wspólny album.
W kwietniu 2018 roku McIlwee, Lil Zubin, Jon Simmons, Nedarb, Fantasy Camp i Foxwedding utworzyli Misery Club. Stanowią podgrupę GothBoiClique i określają siebie jako „emo boysband”. W publikacjach sklasyfikowano ich jako grających alternatywny hip hop i emo rap. 21 czerwca 2018 roku Misery Club wydało swoją debiutancką EP-kę Club Misery, po której 12 kwietnia 2019 roku ukazał się album Lost Inside the Night.
W 2020 roku McIlwee założył zespół rockowy Pay for Pain, w skład którego wchodzą byli muzycy Tigers Jaw Dennis Mishko i Pat Brier. Ich debiutancka EP-ka zatytułowana tak samo jak nazywa się zespół została wydana 5 czerwca 2020 roku nakładem wytwórni Dark Medicine Records.
W 2021 roku Wicca pojawił się w utworze „God's Country” piosenkarki Ethel Cain, który pojawił się na jej EP Inbred.
W 2011 roku McIlwee krótko grał w hardkorowo-punkowym zespole Bad Seed.

## Styl muzyczny i wpływy
Przytoczył jako swoje inspiracje muzyczne: Streets, Das Racist, Twin Shadow, Blink-182, Gucci Mane, Salem, Ferrari Boyz, Nick Cave, Leonard Cohen i Phil Elverum.
The Chicago Reader napisał, że jego muzyka „łączy emo, trap beaty i okultyzm”, a DIY stwierdziło, że jego muzyka „łączy poczerniałe kawałki z gitarą akustyczną z charakterystycznymi basami 808, tworząc odurzającą, prawdziwie nowoczesną hybrydę, która rezygnuje z uprzedzenia, granic gatunkowych i ograniczenia artystycznego.”
Zarówno solowa muzyka McIlwee'a, jak i jego współpraca z GothBoiClique wywarły ogromny wpływ na scenę rapową związaną głównie z SoundCloud, a NME określiło go jako „figuranta gotyckiego odkrycia rapu na nowo”. Inspirację jego muzyką wymieniali znani muzycy, w tym Lil Lotus, Cold Hart, Lil Peep i Lil Tracy.

## Dyskografia
| Tytuł                       | Informacje |
| --------------------------- | --- |
| #HELLVERSION                | - Wydany: 17 września 2013 - Format: Digital download, streaming                                                    |
| Abercrombie & Me            | - Wydany: 22 maja 2015 - Format: Digital download, streaming                                                        |
| Secret Boy                  | - Wydany: 26 lutego 2016 - Format: Digital download, vinyl, streaming                                               |
| Suffer On                   | - Wydany: 15 lutego 2019 - Wytwónia: Run for Cover Records - Format: Digital download, vinyl, CD, kaseta, streaming |
| Full Moon Mystery Garden    | - Wydany: 11 listopada 2022 - Format: Digital download, streaming                                                   |
| Wicca Phase Springs Eternal | - Wydany: 2 czerwca 2023 - Wytwórnia: Run for Cover Records - Format: Digital download, vinyl, streaming            |

| Tytuł             | Informacje                                                                                               |
| ----------------- | --- |
| Missing Child     | - Wydana: 11 marca 2014 - Format: Digital download, streaming                                            |
| Outside Yr Window | - Wydana: 23 kwietnia 2014 - Format: Digital download, streaming                                         |
| Passionate Yet    | - Wydana: 30 września 2014 - Format: Digital download, streaming                                         |
| Stop Torturing Me | - Wydana: 28 lutego 2017 - Format: Digital download, streaming                                           |
| Corinthiax        | - Wydana: 16 marca 2018 - Format: Digital download, kaseta, streaming                                    |
| Spider Web        | - Wydana: 23 listopada 2018 - Format: Digital download, streaming                                        |
| The Moment I Miss | - Wydana: 31 lipca 2020 - Wytwórnia: Run for Cover Records - Format: Digital download, kaseta, streaming |

| Tytuł                                                                            | Informacje                                                                                          |
| -------------------------------------------------------------------------------- | --------------------------------------------------------------------------------------------------- |
| #FEB13 (wraz z Fantasy Camp)                                                     | - Wydany: 14 lutego 2013 - Format: Digital download, streaming                                      |
| Surrender (wraz z Zubin oraz Parv0)                                              | - Wydany: 16 kwietnia 2021 - Format: Digital download, streaming                                    |
| Virtual Love Letters (wraz z Smrtdeath oraz Fantasy Camp)                        | - Wydany: 5 sierpnia 2021 - Format: Digital download, streaming                                     |
| Wicca Phase Springs Eternal / Pillars of Ivory (Split) (wraz z Pillars of Ivory) | - Wydany: 2 listopada 2021 - Wytwónia: Streets of Hate - Format: Digital download, streaming, vinyl |

| Tytuł               | Informacje |
| ------------------- | --- |
| Belongs to the Dead | - Wydany: 1 października 2006 - Wytwónia: Summersteps Records - Format: CD, vinyl, streaming, digital download    |
| Tigers Jaw          | - Wydany: 10 września 2008 - Wytwórnia: Prison Jazz - Format: CD, vinyl, streaming, digital download              |
| Two Worlds          | - Wydany: 23 listopada 2010 - Format: CD, vinyl, streaming, digital download                                      |
| Charmer             | - Wydany: 3 czerwca 2014 - Wytwónia: Run For Cover Records - Format: CD, vinyl, tape, streaming, digital download |

| Tytuł          | Informacje                                                      |
| -------------- | --------------------------------------------------------------- |
| Yeah it's True | - Wydany: 25 czerwca 2016 - Format: Digital download, streaming |

| Tytuł   | Informacje                                                      |
| ------- | --------------------------------------------------------------- |
| Coward. | - Wydany: 16 grudnia 2017 - Format: Digital download, streaming |

| Tytuł                 | Informacje                                                       |
| --------------------- | ---------------------------------------------------------------- |
| Club Misery           | - Wydany: 21 czerwca 2018 - Format: Digital download, streaming  |
| Lost Inside the Night | - Wydany: 12 kwietnia 2019 - Format: Digital download, streaming |

| Tytuł        | Informacje                                                                                               |
| ------------ | --- |
| Pay for Pain | - Wydany: 5 czerwca 2020 - Wytwórnia: Dark Medicine Records - Format: Digital download, Vinyl, streaming |